# Conioscinella galpagensis
Conioscinella galpagensis är en tvåvingeart som först beskrevs av Charles Howard Curran 1932.  Conioscinella galpagensis ingår i släktet Conioscinella och familjen fritflugor. Inga underarter finns listade i Catalogue of Life.